# Un simple soldat
Un simple soldat est un drame québécois écrit par Marcel Dubé et présenté pour la première fois à la télévision de Radio-Canada en décembre 1957. Pièce phare de son époque, elle généralement considérée comme un classique du théâtre québécois.

## Contexte
Écrite à la fin des années 1950, cette pièce est une critique des contradictions et des injustices de la société québécoise d'après-guerre. S'inscrivant dans la continuité de Tit-Coq de Gratien Gélinas, elle brosse le portrait du retour peu glorieux des soldats québécois démobilisés, dans un monde étouffé par le non-dit et la respectabilité, et coincé entre les traditions et le besoin de liberté individuelle.

## Résumé
La pièce se déroule à Montréal, en 1945. Joseph Latour est un jeune homme « qui ne sait pas nommer ses passions et ne sait pas crier non plus sa révolte et sa souffrance ». Révolté contre un milieu où l'amour ne peut s'exprimer autrement que par l'affrontement et la dureté, il choisit de s'enrôler dans l'armée.
Il trouve dans la vie de soldat l'occasion de donner un sens à son existence. Toutefois, son plan est déjoué par la fin de la guerre. N'ayant pu aller combattre sur le front, Joseph revient à la vie civile à regret. Il erre sans emploi, sans direction, et se retrouve à nouveau prisonnier de tout ce qui le fait souffrir. Il est confronté plus que jamais à différentes formes d'autorités injustes, comme les patrons de son père, et odieuses, comme sa famille que mènent sa belle-mère Bertha et son demi-frère Armand.
Refusant les responsabilités, la politesse, l'argent et les obligations, Joseph Latour incarne un symbole de liberté refoulé par les siens. Condamné à demeurer le mouton noir de sa famille, chassé même par son père, il finit par se réengager dans l'armée pour aller combattre en Corée.